# Scytonotus piger
Scytonotus piger är en mångfotingart som beskrevs av Chamberlin 1910. Scytonotus piger ingår i släktet Scytonotus och familjen plattdubbelfotingar. Inga underarter finns listade i Catalogue of Life.